# Drassodes chybyndensis
Drassodes chybyndensis es una especie de araña araneomorfa del género Drassodes, familia Gnaphosidae. La especie fue descrita científicamente por Esyunin & Tuneva en 2002.
La longitud del prosoma del macho es de 3,3-3,9 milímetros y el de la hembra 6,75 milímetros. La longitud del cuerpo del macho es de 7,25-8 milímetros y de la hembra 15,5 milímetros. La especie se distribuye por Rusia (Europa a Asia Central), Kazajistán e Irán.